# Lídia Porcar
Lídia Porcar (Montcada i Reixac, 1958) Artista visual catalana, autora de pintures, instal·lacions, videoart i projectes d'art social. Professora d'art i de comunicació visual. Viu a Tarragona

## Biografia i processos de treball
Llicenciada en Belles Arts per la Universitat de Barcelona. El 1988 enceta la trajectòria professional com a pintora amb un gran èxit aconseguit en la seva primera mostra individual a la Capella de l'Antic Hospital a Barcelona. L'any següent exposa a la Sala d'Exposicions de la Caixa, al carrer de Montcada a Barcelona, presentada per Manel Clot. L'any 1991 ho fa a la Galeria Antonio de Barnola, a Barcelona, presentada per Luis Francisco Pérez. El 1993 exposa a la Sala Capella Sant Roc, a Valls, un treball que evidencia un canvi en la seva obra amb la incorporació de material extrapictòrics: collage d'objectes, signes, fotografies, senyals, etc., dins uns estètica de la imatge quotidiana, la valoració del fragment i l'apropiació intencionada d'icones de la comunicació visual. Paral·lelament, es va formar en el camp del vídeo; en obrir-se Fak d'Art, la primera escola d'art multimèdia a Barcelona, la Lídia hi va treballar durant uns anys. També va col·laborar amb el Laboratori de les Arts de la Fundació La Caixa, en el qual s'inicia el seu interès per la pedagogia de l'art.
En una segona etapa creativa, entre 1998 i 2013, viu a Montblanch i es dedica a la realització de treballs d'implicació social i política que realitza en col·laboració amb Jordi Martorell. Dels treballs en vídeo destaquem Videoscopia.com (2011), presentada a Art&Schilling, Barcelona, el projecte fou presentat l'any següent a l'Espai d'Art Contemporani de Castelló. El 2006 van crear l'Arxiu Virtual de Memòria Local de la Conca de Barberà i la Baixa Segarra (AVML), un treball amb participació ciutadana. El 2011, La lluita antifranquista i la Transició a la Conca de Barberà, un treball artístic de compromís polític i social amb el territori i la seva història.
L'any 2013 s'incorpora com a professora a l'Escola d'art i Disseny de la Diputació de Tarragona a Reus, reprèn el treball artístic individual i l'implica en el seu projecte pedagògic: "Laboratori del Paisatge". És un taller que actua entre l'ensenyament de l'art, la creació personal i la col·lectiva, centrat en temes de territori, paisatge, espais indecisos i ecologisme. Ha mostrat el seu treball personal d'aquesta etapa en diverses exposicions: "Amor" a l'espai La Grey, Tarragona, el 2018," Les llibretes de docent. Paràboles del paisatge", dins del Cicle d'Art Contemporani del 2017, al Centre de Lectura de Reus; Ha estat seleccionada per al cicle d''exposicions de dones artistes del Camp de Tarragona i Terres de l'Ebre: "Plural Femení", al Museu d'Art Modern de Tarragona. A destacar la individual "Amor VS pànic" a l'Escola d'Art de Tortosa, el maig de 2019. En aquesta exposició es resumeix el treball dels darrers cinc anys: les reflelexions entorn el paisatge natural i urbà i de la degradació del paisatge periféric de les grans ciutats. Recupera els treballs de recreació de signes que ja havia format part del seu llenguatge en les etapes de pintora: fragments d'icones representatives de la publicitat i la comunicació visual i la utilització simultània de pintura, dibuix, fotografia, collage, vídeo i dibuix animat.

## Gestió Cultural
Treballa en el camp de la gestió cultural: Entre 2013 i 2016 va codirigir i realitzar, amb Jordi Martorell, el programa semanal de ràdio i TV La Casa de Palla d' entrevistes i reportatges d'art i cultura contemporànies, retransmés per La Veu Jove de La Conca TV. Des de 2016 és codirectora de l'espai d'art La Grey a Tarragona. Un espai-galeria d'art autogestionat per artistes, on intervé en la programació d'actes i exposicions i en l'edició de publicacions.

## Premis
- 1988 - Beca de Creación Artística Banesto.[14]
- 2003. Premi Reus d'Artistes Visuals.[15]
- 2009 - Premi BDigital Ciutat del Coneixement de l'Ajuntament de Barcelona al projecte "Arxiu Virtual de Memòria Local de la Conca de Barberà".[6]